# Parchomiwka (Bila Zerkwa)
Parchomiwka (ukrainisch Пархомівка; russisch Пархомовка Parchomowka, polnisch Parchomiwce) ist ein Dorf im Südwesten der ukrainischen Oblast Kiew mit etwa 800 Einwohnern (2001).

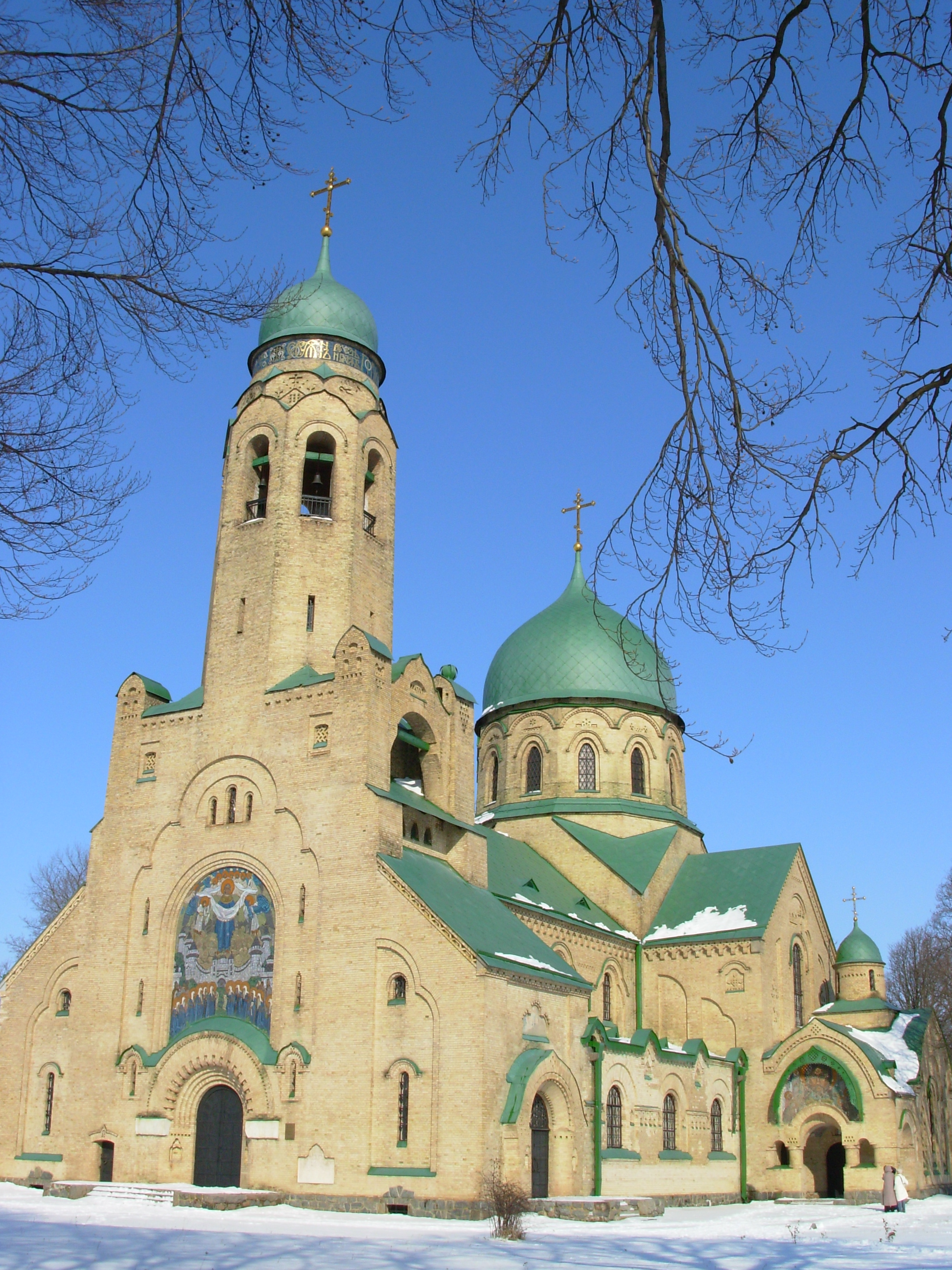
Orthodoxe Kirche der Fürsprache der Heiligen Jungfrau vom Beginn des 20. Jahrhunderts

Das 1510 gegründete Dorf liegt am Ufer des Tarhan (Тарган), einem 38 km langen, linken Nebenfluss des Ros, 12 km östlich vom ehemaligen Rajonzentrum Wolodarka und 117 km südlich vom Oblastzentrum Kiew.
Am 12. Juni 2020 wurde das Dorf ein Teil der neugegründeten Siedlungsgemeinde Wolodarka, bis dahin bildete es die gleichnamige Landratsgemeinde Parchomiwka (Пархомівська сільська рада/Parchomiwska silska rada) im Osten des Rajons Wolodarka.
Am 17. Juli 2020 kam es im Zuge einer großen Rajonsreform zum Anschluss des Rajonsgebietes an den Rajon Bila Zerkwa.

## Persönlichkeiten
Im Dorf starb um 1769 der legendäre ukrainische Volkssänger Wernyhora.